# Fährsee
Der Fährsee liegt im Verlauf des Havelzuflusses Templiner Gewässer im brandenburgischen Landkreis Uckermark. Er erstreckt sich flussaufwärts und östlich der Stadt Templin in 3 bis 6 Kilometer Abstand von deren Zentrum. Er gehört zum Naturraum der Schorfheide.
Der See ist mit 223 Hektar das flächenmäßig drittgrößte Gewässer des Templiner Seenkreuzes. Seine Ost-West-Ausdehnung beträgt etwa 3 Kilometer, seine Breite bis 900 Meter.
Flussaufwärts liegen Labüskesee, Kölpinsee und Gotts See, sowie seitlich der Temnitzsee. Seitlich in den Fährsee selber mündet von Norden der Kuhzer Seegraben. Unscharf vom Fährsee abgegrenzt ist der Zaarsee, in den der Lübbeseegraben mündet. Flussabwärts schließt der Bruchsee an. Bis zur Havel folgen weitere Seen. Die Fließgewässerabschnitte werden traditionell Templiner Kanal (bis zum Röddelinsee) und Templiner Wasser (bis zur Havel) genannt.
Der Fährsee ist Bestandteil der 22 Kilometer langen Bundeswasserstraße Templiner Gewässer (TlG) der Wasserstraßenklasse I, eines Zweiggewässers der Oberen Havel-Wasserstraße (OHW); zuständig ist das Wasserstraßen- und Schifffahrtsamt Oder-Havel.
Die Ufer des Fährsees sind dicht von Wäldern umsäumt, am westlichen Ufer beim „Hotel Fährkrug“ befinden sich mehrere Campingplätze. Die größte Tiefe beträgt 21 Meter, im See befinden sich zwei Inseln, die Kanincheninsel und die Fischerinsel. Der Fährsee eignet sich hervorragend für Wassersport und Angeltouristik. Rund um die Kanincheninsel führt eine Wasserskistrecke.
Im See kommen die Fischarten Aale, Barsch, Brassen, Döbel, Hecht, Karpfen, Quappe, Rotauge, Rotfeder, Schleien, Ukelei, Wels und Zander vor.

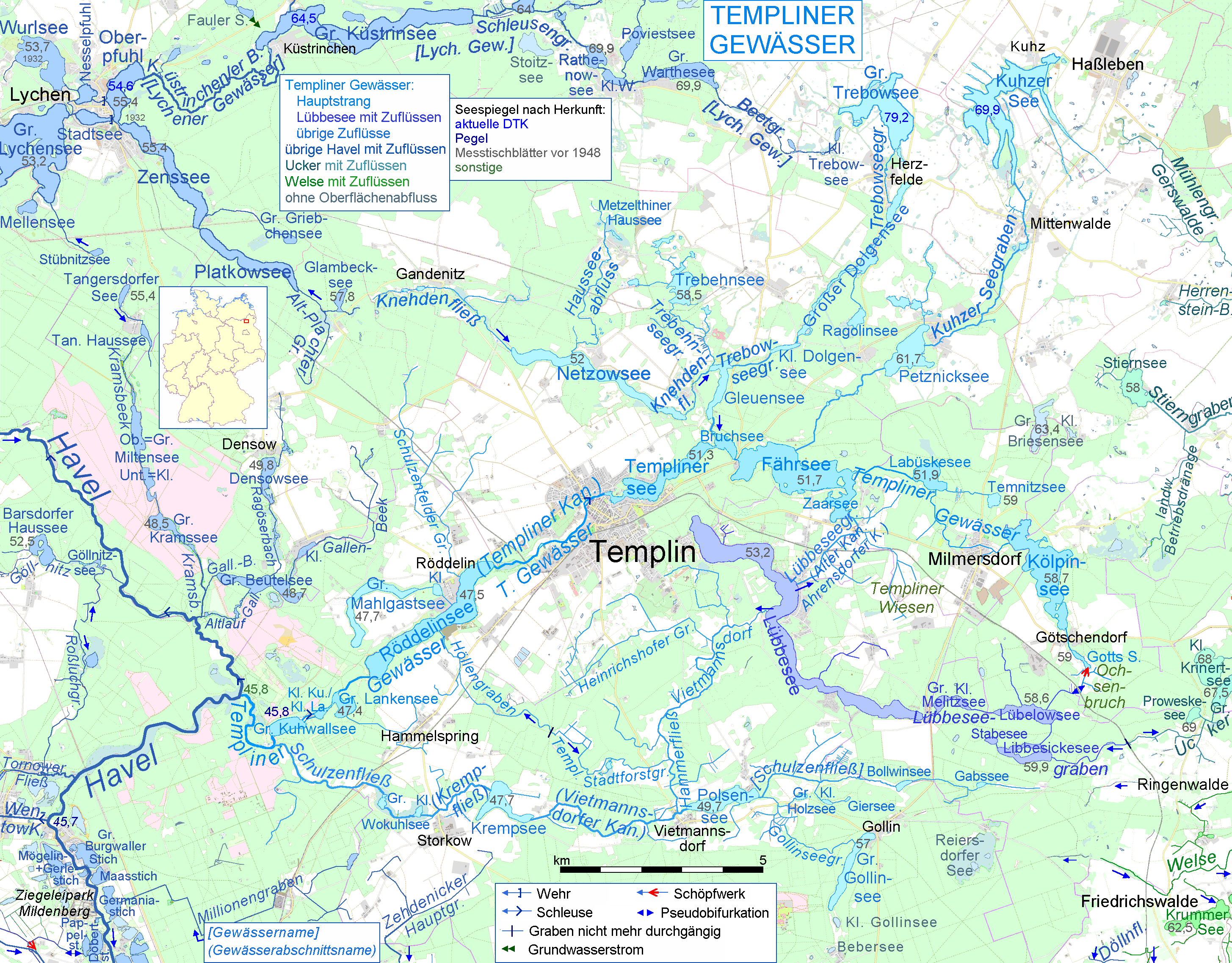
Der Fährsee östlich von Templin um Verlauf des Templiner Gewässers